# Mazguitam
Mazguitam (franska: Mazguitam (CR), Mazguitam (Commune Rurale), arabiska: مزكيتام) är en kommun i Marocko.   Den ligger i provinsen Guercif och regionen Oriental, i den nordöstra delen av landet, 300 km öster om huvudstaden Rabat. Antalet invånare är 9 891.